# Hilfe, Dinosaurier!
Hilfe, Dinosaurier! (Originaltitel: Adventures in Dinosaur City) ist ein US-amerikanischer Science-Fiction-Film aus dem Jahr 1991.

## Handlung
Die drei Jugendlichen Timmy, Mick und Jamie sehen sich gerne eine animierte Fernsehserie namens Dino Saurs an, in welcher anthropomorphe Dinosaurier und Höhlenmenschen zu sehen sind. Timmy, der Jüngste der drei möchte die neueste Folge auf einer VHS-Kassette auf einem größeren Bildschirm schauen und wird im Labor seiner Eltern fündig. Die drei wissen nicht, dass der Bildschirm Teil eines experimentellen Gerätes ist, welcher entwickelt wurde, um ein Portal in eine andere Dimension zu öffnen. Timmys Eltern reisen an diesem Tag zu einer Tagung, bei welcher sie ihre bahnbrechende Erfindung vorstellen möchten. Nach dem Einlegen der Kassette und dem Einschalten des Gerätes durch die spezielle Fernbedienung werden sie in den Bildschirm und demnach in das Universum, in dem die Serie spielt, eingesaugt.
Sie finden sich anschließend in einem Gebäude in Saur City wieder und stoßen auf Forry, einen Flugsaurier, welcher allerdings seine Flugfähigkeit verloren hat. Kurz darauf betritt eine Gruppe Höhlenmenschen namens Rockies das Gebäude. Diese arbeiten für einen Allosaurus namens Mr. Big, welcher als Diktator die Einwohner von Saur City unterdrückt. Die Rockies stehlen eine Sicherung, die Teil eines Kühlsystems für Lavatanks ist. Ohne die Sicherung werden die Panzer schmelzen und die Lava wird Saur City zerstören. Außerdem denken die Kinder, dass sie die Sicherung brauchen, um das Portal zu ihrer Welt wieder zu öffnen und nach Hause zurückzukehren.
Obwohl er zunächst zögert, erweist sich Forrys Wissen über seine Welt als nützlich, als er die drei durch einen Dinosaurierfriedhof und weiter nach Tar Town führt. Dort angekommen betreten sie eine Bar und finden einen Tyrannosaurus namens Rex und einen Protoceratops namens Tops. Die Kinder erwarten deren Hilfe, da diese die Helden der Zeichentrickserie sind. Die beiden weigern sich allerdings zunächst zu helfen, ändern aber ihre Meinung, nachdem die Kinder ihnen helfen, die Rockies abzuwehren.
Auf dem Weg zurück nach Saur City ruht sich die Gruppe in Forrys Baumhaus aus. Timmy nutzt die Gelegenheit und spricht mit Rex über die Möglichkeit, dass alle fiktiven Geschichten wirklich in anderen Welten passieren, und deutet an, dass er nicht in seine Welt zurückkehren möchte, weil sie langweilig ist. Unterdessen entwickeln sich romantische Gefühle zwischen Mick und Jamie. Rex bringt Timmy auf eine nahe gelegene Insel und enthüllt, dass sein Vater als Verräter gilt, der Saur City an Mr. Big übergeben hat. Als die beiden zum Baumhaus zurückkehren, wird die Gruppe von den Rockies angegriffen. Während des Kampfes entdeckt Timmy, dass er die Rockies anhalten und zurückspulen kann, indem er die Fernbedienung verwendet, die er aus dem Labor seiner Eltern mitgebracht hat. Mr. Big sieht dies und befiehlt den Rockies, ihm die Fernbedienung zu besorgen. Die Rockies nehmen Timmy gefangen und nehmen die Fernbedienung mit. Sie gehen dann zu Mr. Bigs Turm.
Mick, Jamie, Rex, Tops und Forry schleichen sich in das Verlies des Turms. Sie finden den inhaftierten Vater von Rex, der enthüllt, dass Mr. Big einen geisteskontrollierenden Trank verwendet hat, um ihn zu zwingen, Saur City aufzugeben. Die Gruppe befreit die Gefangenen und Rex konfrontiert Mr. Big, während er Timmy verhört. Während des darauffolgenden Kampfes retten Mick und Tops Timmy und die Gruppe holt die Fernbedienung zurück. Rex kämpft und besiegt Mr. Big beinahe, aber Mr. Big greift nach einem Schwert. Genau in diesem Moment zappt Timmy Mr. Big mit der Fernbedienung und lässt ihn verschwinden.
Die Gruppe beginnt, den Turm zu verlassen, indem sie den Aufzug benutzt, der auf die Sicherung für Strom angewiesen ist. Daher bleibt Forry zurück, bis die anderen gegangen sind, und schafft es dann, die Lunte herauszufliegen. Rex’ Vater opfert sich, um den Turm zu zerstören. Die Gruppe geht zu dem Gebäude mit den Lavatanks und bringt die Sicherung wieder an. Timmy benutzt die Fernbedienung, um das Portal wieder zu öffnen. Trotz Timmys Zögern kehren die Kinder in ihr Universum zurück, kurz bevor Timmys Eltern von der Tagung nach Hause zurückkehren.

## Synchronisation
Die deutsche Synchronisation des Films übernahm Cinephon Filmproduktions GmbH in Berlin, nach einem Dialogbuch von Dr. Michael Nowka und unter der Dialogregie von Thomas Petruo.
| Rolle | Schauspieler    | Synchronsprecher         |
| ----- | --------------- | ------------------------ |
| Timmy | Omri Katz       | Timmo Niesner            |
| Mick  | Shawn Hoffman   | Nicolas Böll             |
| Jamie | Tiffanie Poston | Julia Biedermann         |
| Rex   | Tony Doyle      | Lothar Blumhagen         |
| Tops  | Marc Martorana  | Engelbert von Nordhausen |

## Kritik
Das Lexikon des internationalen Films kritisiert, dass der Film „auf die Zugkraft der Saurier für die jüngsten Zuschauer“ setze, dabei „aber nicht genug Fantasie [entwickle], um als vergnüglicher Comic-Abenteuer-Film zu bestehen.“